# النعناعية
النعناعية إحدى قرى مركز أشمون التابع لمحافظة المنوفية بجمهورية مصر العربية. 

## السكان
بلغ عدد سكان النعناعية 6,663 نسمة، حسب الإحصاء الرسمي لعام 2006.